# Anticorps humanisé
Les anticorps humanisés sont des anticorps issus d'espèces non humaines dont les séquences protéiques sont modifiées afin d'augmenter leur similarité avec les variantes d'anticorps produites naturellement chez l'être humain,.
Le processus de "humanisation" s'applique généralement aux anticorps monoclonaux développés pour une administration chez l'humain (par exemple, les anticorps utilisés comme médicaments anticancéreux). L'humanisation peut être nécessaire lorsque le développement d'un anticorps spécifique implique une génération dans un système immunitaire non humain (comme celui des souris). Les séquences protéiques des anticorps produits de cette manière sont partiellement distinctes des anticorps homologues présents naturellement chez l'humain et peuvent donc être immunogènes lorsqu'elles sont administrées à des patients humains.
Les dénominations communes internationales des anticorps humanisés se terminent par -zumab, comme dans omalizumab.
Les anticorps humanisés se distinguent des anticorps chimériques. Ces derniers présentent également des séquences protéiques rendues plus similaires aux anticorps humains, mais conservent une plus grande portion de protéines non humaines.
Il existe d'autres méthodes de développement des anticorps monoclonaux. Cette liste recense de nombreux anticorps monoclonaux développés pour une utilisation chez l'humain.

## Utilisation de l'ADN recombinant dans le processus d'humanisation
Le processus d'humanisation exploite le fait que la production d'anticorps monoclonaux peut s'effectuer en utilisant de l'ADN recombinant pour créer des constructions capables d'exprimer des protéines dans des cultures de cellules mammaliennes. Autrement dit, les segments de gènes capables de produire des anticorps sont isolés et clonés dans des cellules cultivées dans un bioréacteur, de manière à produire des protéines d'anticorps en grande quantité à partir de l'ADN des gènes clonés. L'étape impliquant l'ADN recombinant constitue un point d'intervention facilement exploitable pour modifier la séquence protéique de l'anticorps exprimé. Ainsi, toutes les modifications de structure de l'anticorps effectuées dans le cadre du processus d'humanisation sont réalisées au niveau de l'ADN.
Toutes les méthodes utilisées pour produire des anticorps destinés à des thérapies humaines ne nécessitent pas une étape d'humanisation (par exemple, l'exposition sur phage), mais presque toutes reposent sur des techniques qui permettent d'« insérer » ou de « remplacer » certaines parties de la molécule d'anticorps.

## Distinction avec les anticorps chimériques

Représentation schématique d’anticorps chimériques (en haut à droite), humanisés (en bas à gauche) et chimériques/humanisés (en bas au centre). Les parties humaines apparaissent en marron, les parties non humaines en bleu.

L’humanisation est généralement considérée comme distincte de la création d’un anticorps chimérique souris-humain. En effet, bien que la création d’un anticorps chimérique soit habituellement réalisée pour obtenir un anticorps plus proche des anticorps humains (en remplaçant la région constante de l’anticorps murin par celle d’un anticorps humain), de simples chimères de ce type ne sont généralement pas qualifiées d’humanisées. Un anticorps humanisé présente une séquence protéique pratiquement identique à celle d’un anticorps humain, malgré l’origine non humaine de certaines de ses régions déterminantes de la complémentarité (CDR), responsables de sa capacité à se lier à son antigène cible.
Les anticorps chimériques portent le suffixe -xi-. Parmi les anticorps chimériques approuvés pour une utilisation thérapeutique humaine, on peut citer l'abciximab (ReoPro), le basiliximab (Simulect), le cetuximab (Erbitux), l'infliximab (Remicade) et le rituximab (MabThera). Plusieurs autres anticorps chimériques sont en cours d’essais cliniques, comme le bavituximab (voir la liste des anticorps monoclonaux thérapeutiques pour d’autres exemples).

## Humanisation via une chimère intermédiaire
Le processus d'humanisation peut également inclure la création d'une chimère souris-humain comme étape initiale. Dans ce cas, une région variable murine est fusionnée avec une région constante humaine. La chimère peut ensuite être humanisée davantage en modifiant de manière sélective la séquence des acides aminés dans la région variable de la molécule.
Le processus de modification doit être "sélectif" afin de préserver la spécificité pour laquelle l'anticorps a été initialement développé. En effet, les parties CDR de la région variable sont essentielles à la capacité de l'anticorps à se lier à sa cible, et modifier ces segments risque de compromettre son efficacité. En dehors des segments CDR, les autres parties des régions variables qui diffèrent des anticorps humains peuvent être corrigées en remplaçant les acides aminés appropriés. Cela s'effectue au niveau de l'ADN par mutagenèse.
Les noms des chimères humanisées incluent les suffixes des deux désignations (-xi- + -zu-). L'otelixizumab est un exemple de chimère humanisée en cours d'essais cliniques pour le traitement de la polyarthrite rhumatoïde et du diabète sucré.

## Humanisation par insertion des CDRs pertinents dans une structure d’anticorps humain
Il est possible de produire un anticorps humanisé sans passer par une chimère intermédiaire. La création "directe" d’un anticorps humanisé s’effectue en insérant les segments codants des CDR appropriés (appelés "donneurs", responsables des propriétés de liaison souhaitées) dans une structure d’anticorps humain ("accepteur"). Comme mentionné précédemment, cela se réalise grâce à des méthodes d'ADN recombinant, en utilisant un vecteur et une expression dans des cellules mammaliennes. Autrement dit, après qu'un anticorps présentant les propriétés souhaitées est développé dans un modèle murin (ou autre organisme non humain), l'ADN codant pour cet anticorps est isolé, cloné dans un vecteur et séquencé (ou directement séquencé à l'aide de méthodes monocellulaires).
La séquence ADN correspondant aux CDRs est ensuite déterminée. Une fois cette séquence identifiée, une stratégie est élaborée pour insérer ces segments dans un gène codant un anticorps humain,.
Cette stratégie peut également employer la synthèse de gène de fragments d'ADN linéaires basés sur la lecture des séquences CDRs. Le processus repose sur l'utilisation de logiciels de modélisation pour déterminer quels acides aminés de l'anticorps peuvent être modifiés pour correspondre à une séquence humaine sans compromettre la conformation du site de liaison. Aux États-Unis, cette technologie a été développée, brevetée et démontrée par Protein Design Labs, Inc. à Mountain View, en Californie, dans les années 1980 et 1990.
L'Alemtuzumab est un des premiers anticorps humanisés qui n’a pas nécessité d’étape intermédiaire par chimère. Dans ce cas, un anticorps monoclonal appelé "Campath-1" a été développé pour se lier à CD52 en utilisant un système murin. Les boucles hypervariables de Campath-1 (contenant ses CDRs, responsables de la liaison à CD52) ont ensuite été extraites et insérées dans un cadre d'anticorps humain. Alemtuzumab est approuvé pour le traitement de la leucémie lymphoïde chronique et est actuellement en essais cliniques pour diverses autres pathologies, notamment la sclérose en plaques.

## Développement à partir de sources autres que les souris
Il existe des technologies qui permettent d’éviter complètement l'utilisation de souris ou d'autres mammifères non humains pour la découverte d’anticorps destinés à un usage thérapeutique chez l’humain. Parmi ces systèmes, on trouve les méthodes dites de "présentation" (principalement l'exposition sur phage) ainsi que les approches exploitant l'augmentation des niveaux de cellules B au cours de la réponse immunitaire humaine.

### Méthodes de présentation
Ces méthodes utilisent les principes de sélection propres à la production spécifique d'anticorps, mais exploitent des micro-organismes (comme dans l'affichage phagique) ou même des extraits cellulaires (comme dans l'affichage sur ribosome). Ces systèmes reposent sur la création de bibliothèques génétiques d’anticorps pouvant être entièrement dérivées d’ARN humain isolé à partir de sang périphérique. Les produits immédiats de ces systèmes sont des fragments d'anticorps, généralement des Fab ou des scFv.
Ainsi, bien que les fragments d’anticorps créés par des méthodes de présentation possèdent une séquence entièrement humaine, ils ne constituent pas des anticorps complets. Par conséquent, des processus similaires à l’humanisation sont utilisés pour incorporer et exprimer ces fragments dans une structure d’anticorps complète.
L'Adalimumab (Humira) est un exemple d’anticorps approuvé pour un usage humain, développé par affichage phagique,.

### Anticorps issus de patients humains ou de receveurs de vaccins
Il est possible d'exploiter la réponse immunitaire humaine pour la découverte d’anticorps monoclonaux. En d'autres termes, la réponse immunitaire humaine fonctionne de la même manière que celle des souris ou d'autres mammifères non humains. Ainsi, les personnes confrontées à un défi immunitaire, comme une infection, un cancer ou une vaccination, constituent une source potentielle d’anticorps monoclonaux dirigés contre cet agent. Cette approche semble particulièrement adaptée au développement de thérapies antivirales exploitant les principes de l'immunité passive. Des variantes de cette approche ont été démontrées et certaines sont en cours de développement commercial.